# Aryana Sayeed
Aryana Sayeed es una cantante, compositora, personaje televisivo y activista afgana. Canta en pastún y dari. Es una de las artistas musicales más famosas de Afganistán y actúa regularmente en conciertos y festivales. Activista por las libertades y los derechos de las mujeres en su país, ha sido amenazada de muerte en varias ocasiones. En agosto de 2021, abandonó Afganistán tras la ofensiva que devolvió al poder a los talibanes.

## Juventud
Sayeed nació en Kabul, Afganistán, de padre pastún, comerciante de frutos secos y de madre de etnia tayika. Sus padres abandonaron Afganistán cuando ella tenía 8 años y vivieron en Peshawar, Pakistán, antes de establecerse en Suiza. A los 12 años ingresó en una escuela de música donde actuó en el coro: "Aunque no fue por mucho tiempo, definitivamente hizo darme cuenta de lo que quería ser cuando fuera mayor». Más tarde emigró clandestinamente al Reino Unido, donde se reunió con miembros de su familia ya establecidos en Londres, y obtuvo allí asilo político.

## Carrera artística

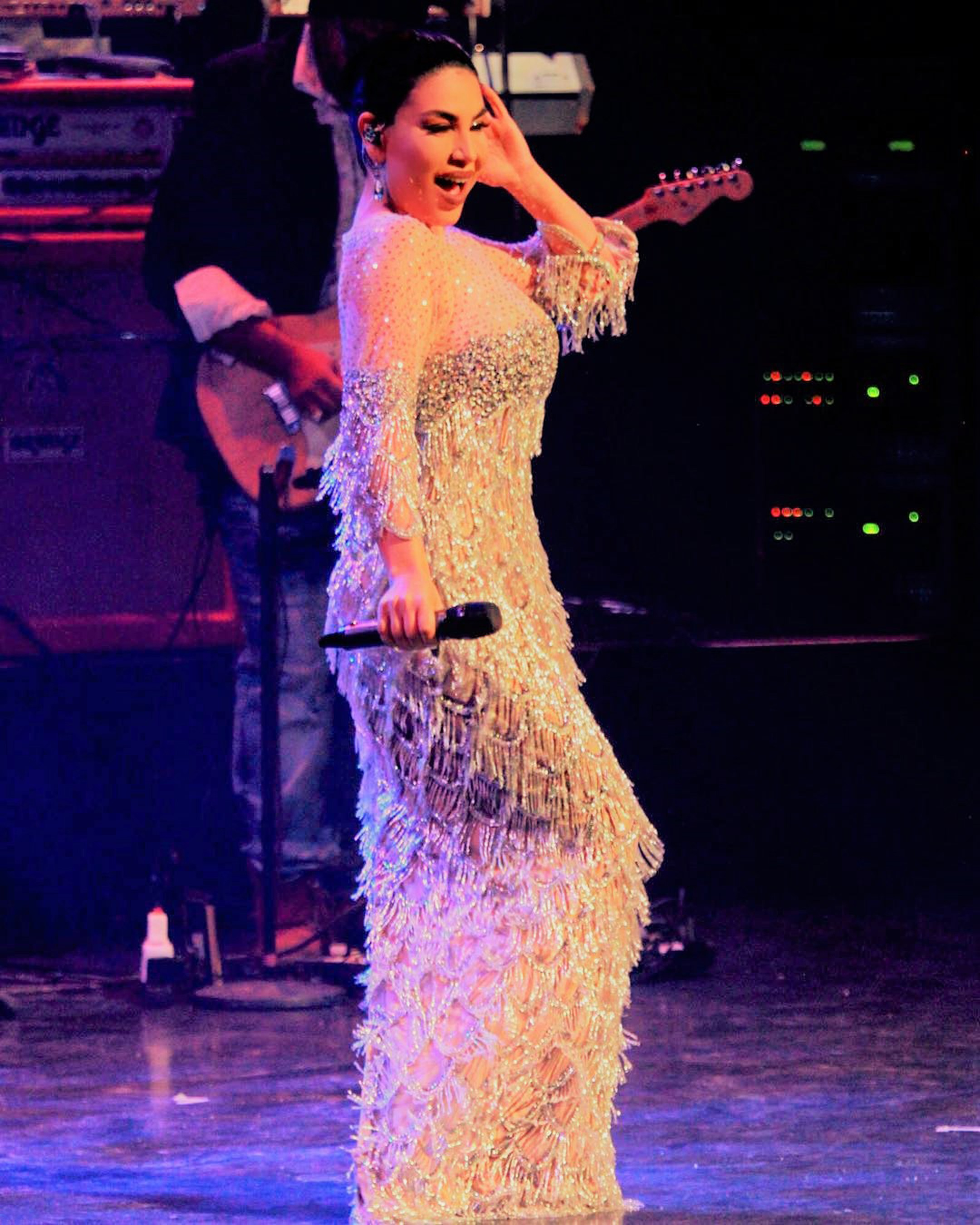
Sayeed en concierto en 2019

### Principios
El primer sencillo de Sayeed, llamado MashAllah, fue lanzado en 2008. El punto de inflexión en su carrera llegó con el título de Afghan Pesarak en 2011. Aryana Sayeed se convirtió en un nombre muy conocido entre los expatriados afganos y fue invitada a realizar numerosos conciertos en todo el mundo.

### Éxito en Afganistán
Animada por este repentino éxito, Aryana regresa a Afganistán y actúa en conciertos en su todavía frágil país de origen. Sayeed se hizo famosa allí con su versión de una vieja canción clásica afgana, Gule Seb. Fue durante estos primeros días en Afganistán cuando filmó su siguiente canción Dilam Tang Ast. El éxito de la canción le valió el premio a la Mejor Canción Filmada en Afganistán en los Aryana Television Awards.

### Carrera televisiva
El éxito de Dilam Tang Ast también condujo a una nueva carrera como presentadora de televisión en uno de los principales canales de entretenimiento afganos. En 2013, Aryana Sayeed se unió a TOLO TV como una de los jueces de La Voz de Afganistán. Continuó su colaboración con el canal de televisión y para convertirse de nuevo en juez de otro programa de talentos, Afghan Star.

### Nuevos éxitos
Su siguiente canción, Hairanam, logró un respetable éxito. Más tarde Jelwa, una colaboración con uno de los principales cantantes de la industria musical afgana, Jawid Sharif, también reunió a un gran público. Esta fue la segunda vez que Sharif y Sayeed formaron equipo después de Biya Biya, también un éxito. Aryana Sayeed interpreta entonces Afganistán Afganistán, una canción nacionalista optimista para fomentar el arte del deporte en su país. Varios cantantes se contratan para este título. Banoo e Atash Nasheen, que describe el dolor que soportaron las mujeres afganas durante años de guerra y abusos, le valió un enorme reconocimiento de la crítica. Una gran orquesta contribuye a la música de la canción y el rodaje del vídeo correspondiente tiene lugar en Afganistán. Poco después del lanzamiento de la canción, la BBC entrevistó a Aryana sobre el motivo y el significado de la canción.
Anaram Anaram devuelve a Aryana a la cima de las listas en Afganistán. En 2017, ganó el Premio Icono Afgano y fue nombrada la mejor artista femenina de Afganistán. El mismo año, dio un concierto en Kabul con motivo de la fiesta nacional, en un contexto tenso de seguridad.

## Empresaria
Tras un año de preparativos, en julio de 2021, Sayeed abrió una primera tienda en Kabul para comercializar la colección de ropa que creó bajo su marca, Aryana. La ropa, diseñada en torno al arte afgano del bordado, se confecciona en Kabul en una planta de producción en la que la cantante ha invertido casi 8 millones de Afs (100.000 dólares) y emplea a 10 personas, hombres y mujeres, con vistas a llegar a mercados a nivel nacional e internacional.

## Compromisos políticos y sociales
Sayeed es conocida por sus compromisos con las libertades generales y los derechos de las mujeres, incluida la libertad en el vestido. La cantante aprovecha sus apariciones públicas para apoyar sus luchas.
Su presencia mediática, en televisión y en las redes sociales (1,3 millones de seguidores en Instagram en 2021), que a veces la compara con Kim Kardashian, sus elecciones de vestuario, las letras militantes de sus canciones, su petición de libertad e igualdad, y su abierto apoyo al ejército afgano contra los talibanes la convierten en un objetivo prioritario de la crítica conservadora y le han valido amenazas de muerte durante varios años.
En la edición de 2017 de The Afghan Star, un programa de televisión en el que Sayeed es la primera mujer en presidir el jurado, otra mujer, Zulala Hashemi, llega por primera vez a la final, votada y apoyada por el público. Durante la edición de 2019, Zahra Elham será la primera mujer en llegar a la final y ganar, y rendirá homenaje a Sayeed, citándola como una de las inspiraciones de su carrera.
En sus actuaciones, Sayeed se niega a usar el velo y, a menudo, aparece con ropa ajustada a su cuerpo. Es por eso que el programa La Voz  debe filmarse bajo protección armada. Fue acusada de lascivia e inmoralidad por los talibanes, siendo objeto de una fetua que pedía su decapitación. También escapó de un atentado con coche bomba en Kabul. En 2017, con motivo de su primer concierto en París,actuó con un vestido color carne opaco y ceñido. Acusada de deshonrar a Afganistán, respondió negando cualquier desnudez, quemó la prenda y redirigió la atención a los problemas que consideraba prioritarios en Afganistán, citando la pedofilia y la lapidación de Farkhunda Malikzadaw en 2015.
Tras la ofensiva de 2021 que llevó a los talibanes a recuperar el poder en Afganistán a mediados de agosto, la situación personal de Sayeed era preocupante dada su oposición a los recién llegados al poder. El 18 de agosto anunció que se encontraba a salvo con su marido en Doha, Qatar, donde llegó transportada en un C-17 del ejército estadounidense junto a más de 600 compatrioras. Llegó a Estambul, Turquía, unos días después y luego partió hacia los Estados Unidos.

## Vida privada
Aryana Sayeed se comprometió con su manager, Hasib Sayed, en 2018. Tiene también nacionalidad canadiense.